# I Paralyze
I Paralyze (Yo Paralizo) es el álbum de estudio 17.º de la cantante Cher, producido por John Farrar y publicado en 1982.

## Lista de canciones
| #  | Título                     | Compositor          | Duración |
| -- | -------------------------- | ------------------- | -------- |
| 01 | Rudy                       | Farber, Melamed     | 03:54    |
| 02 | Games                      | Farber, Melamed     | 03:57    |
| 03 | I Paralyze                 | Farrar, Kipner      | 03:49    |
| 04 | When the Love is Gone      | Child               | 04:04    |
| 05 | Say What's On Your Mind    | Gottschalk          | 04:06    |
| 06 | Back On the Street Again   | King, Musker, Waite | 03:19    |
| 07 | Walk With Me               | Child, Wolfert      | 03:32    |
| 08 | The Book of Love           | Child               | 03:23    |
| 09 | Do I Ever Cross Your Mind? | Burnett, Smotherman | 04:13    |

- Datos: Q2395941